# Johann Schop
Johann Schop (* em c.1590, Hamburgo; † em 1667, Hamburgo) foi um violinista e compositor alemão, mais admirado como músico e e técnico; sendo um virtuoso violinista suas composições para o violino exigiam uma impressionante técnica do executante para a época. Em 1756 Leopoldo Mozart comentou sobre a dificuldade de um  trinado numa obra de Schop, composta, provavelmente, antes de 1646. Tocava também alaúde, trompete e cornetto.
Em Hamburgo, publicou livros de música para violino a 4 e 6 partes; parte de sua música foi executada nas celebrações da Paz de Vestfália. Sua música é digna de atenção e parte dela foi publicada pela Pan da Suíça em julho de 2007.
Sua melodia Werde Munter, mein Gemuthe de 1641 foi orquestrada por Johann Sebastian Bach nos movimentos corais (6 and 10) da cantata de Bach Herz und Mund und Tat und Leben. O sexto movimento é "Wohl mir, daß ich Jesum habe", e o décimo é "Jesu bleibet meine Freude", sendo que este último, sob o título de Jesus, alegria dos homens, tem sido arranjado para diferentes instrumentos e ganho enorme popularidade.